# 波尼城 (內布拉斯加州)
波尼城（英語：Pawnee City）是一個位於美國內布拉斯加州波尼縣的城市。根據2010年美國人口普查，該地共人口878人，而該地的面積約為3.12平方千米。同時該地也是波尼縣的縣治。

## 地理
波尼城的座標為40°06′38″N 96°09′13″W / 40.11056°N 96.15361°W，而該地的平均海拔高度為360米（即1181英尺）。